# Иннауэр, Тони
Антон «Тони» Инна́уэр (нем. Anton «Toni» Innauer; 1 апреля 1958) — австрийский прыгун с трамплина. Олимпийский чемпион, победитель первого в истории этапа Кубка мира.

## Карьера
На высшем уровне Тони Иннауэр дебютировал в раннем возрасте. В 1975 году он выиграл молодёжный чемпионат Европы, а уже через год попал в состав сборной на домашние Олимпийские игры. На нормальном трамплине семнадцатилетний австриец показал седьмой результат, а на большом трамплине захватил лидерство после первой попытки, но вынужден был отступить во второй и стал серебряным призёром, проиграв соотечественнику Карлу Шнаблю.
Также в олимпийском сезоне Иннауэр выиграл три из четырёх этапа Турне четырёх трамплинов, но провалился в Инсбруке и стал в общем зачёте только четвёртым. По иронии судьбы именно на инсбрукском трамплине «Бергизель» месяц спустя он стал призёром Олимпийских игр. Уже после Олимпиады, в марте 1976 года в Оберстдорфе Иннауэр стал первым спортсменом в истории, получившим максимальные оценки 20 баллов от всех пяти судей. 22 года он был единственным обладателем этого достижения, пока на Олимпиаде в Нагано этот результат не повторил японец Кадзуёси Фунаки.
В 1977 году австриец стал вице-чемпионом мира по полётам, а на чемпионате мира 1978 года в Лахти выступил неудачно, став четвёртым в команде, а в личных стартах не попав даже в число двадцати сильнейших.
В 1979 году Иннауэр выиграл первый в истории этап Кубка мира, который прошёл в Кортина-д’Ампеццо. На Олимпиаде в Лейк-Плесиде австриец с подавляющим преимуществом выиграл на нормальном трамплине (17,1 балла преимущества над серебряными призёрами это наибольшая разница в истории Олимпиад). На большом трамплине остался без медали, заняв четвёртое место в трёх баллах от бронзового призёра Яри Пуйкконена.
Хроническая травма голеностопа вынудила австрийца завершить карьеру в возрасте 22 лет.
В 1989–1992 годах и в олимпийском сезоне 2001/02 был главным тренером сборной Австрии, работах в федерации лыжных видов спорта. Также привлекался в качестве телевизионного комментатора на австрийское и немецкое телевидение.
Сын Тони Иннауэра Марио также прыгун с трамплина, чемпион мира среди юниоров в команде.